# Spitzbubenweg

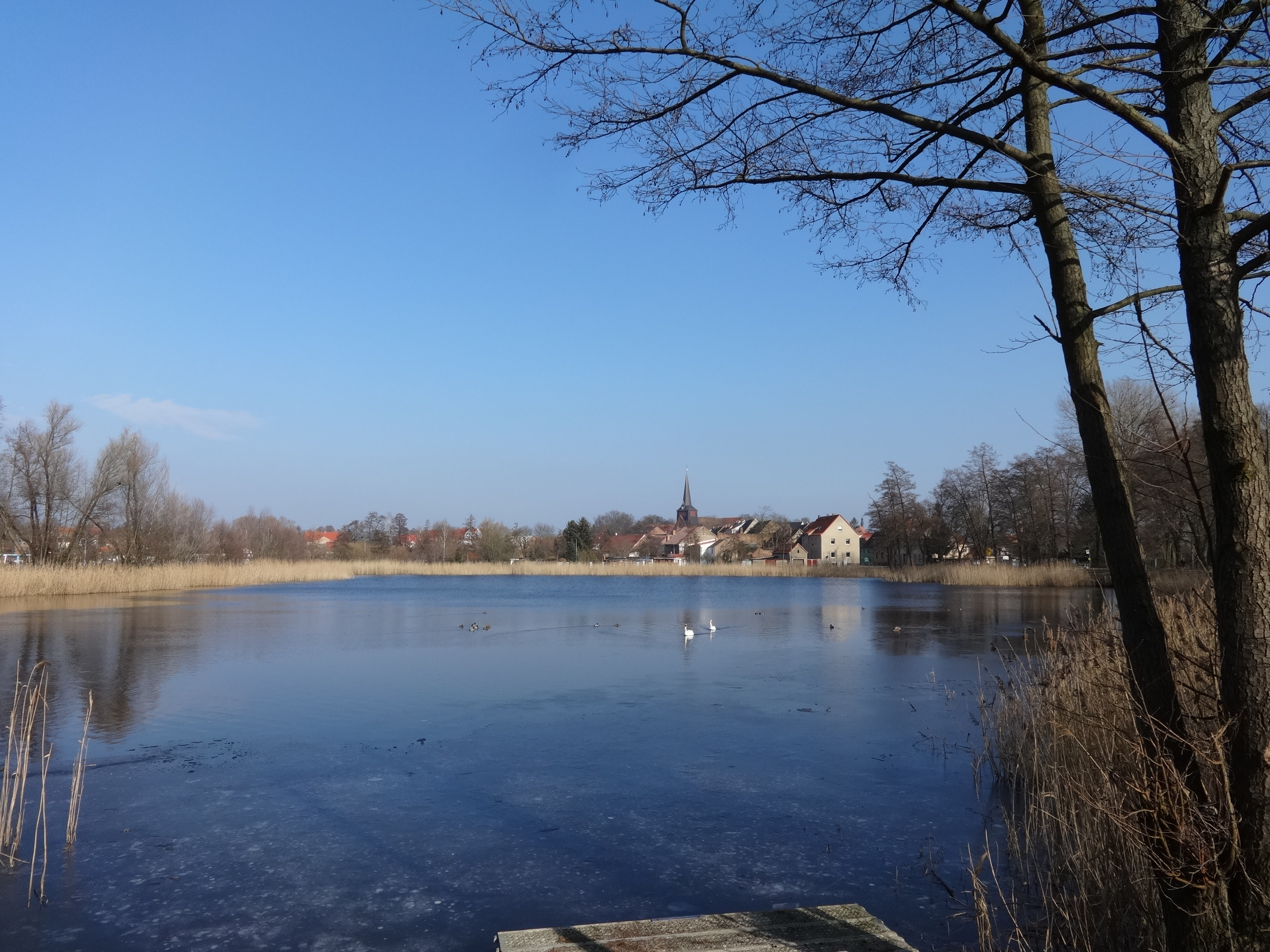
Ausblick vom
Spitzbubenweg auf die Liebfrauenkirche

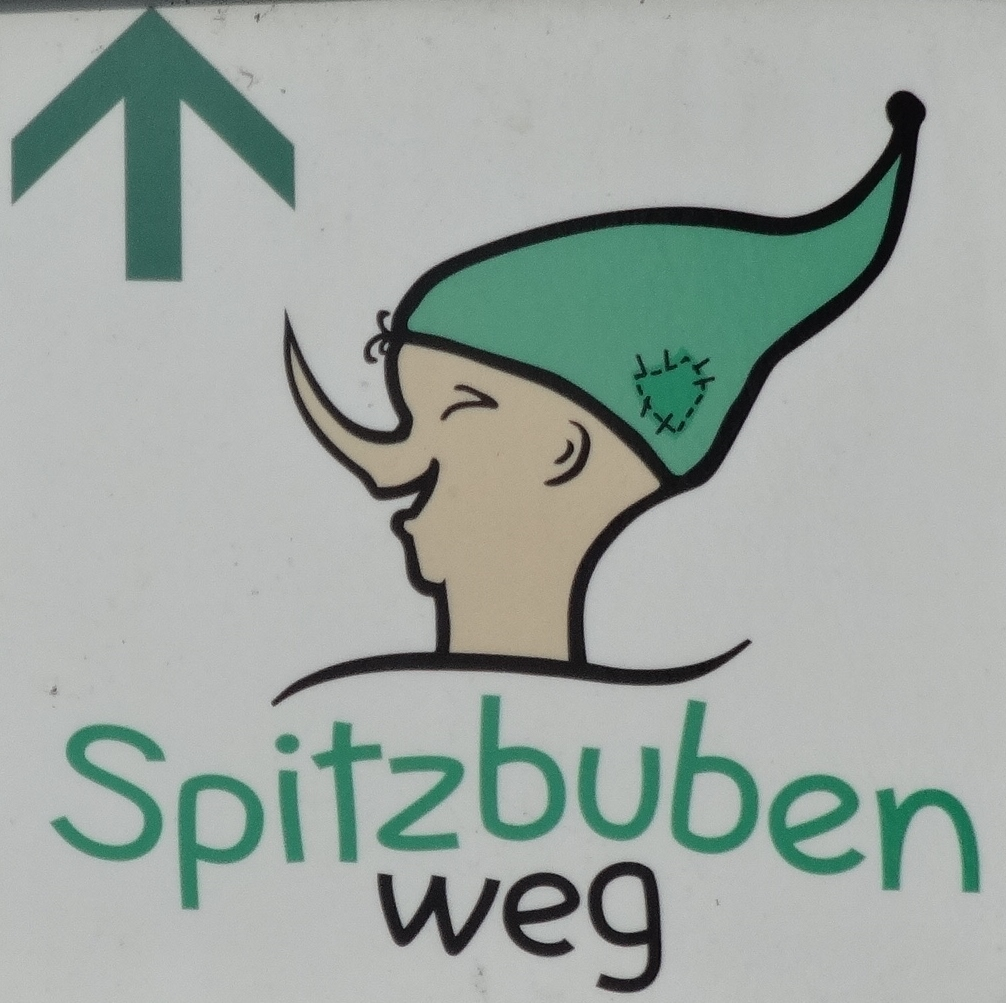
Markierung mit einem Spitzbuben

Der Spitzbubenweg ist ein rund elf Kilometer langer Wanderweg in Jüterbog, einer Kleinstadt im Landkreis Teltow-Fläming im Bundesland Brandenburg.

## Hintergrund und Aufbau
Der erste offizielle Jüterboger Wanderweg wurde zum 112. Deutschen Wandertag 2012 im Fläming eingeweiht. Er beginnt und endet am Bahnhof Jüterbog und erschließt die Region um die Kleinstadt im Naturpark Nuthe-Nieplitz. Er trägt seinen Namen nach den Spitzbuben, einem umgangssprachlichen Ausdruck für einen Kleinkriminellen („Ganoven“), die auch in Jüterbog im Mittelalter von den Stadtwachen an den Stadttoren abgefangen werden sollten.

## Stationen
Vom Bahnhof führt der Spitzbubenweg über den Wilhelm-Kempff-Weg in die Stadt hinein. Am Schlosspark teilt sich der Weg in einen Rundweg auf. Folgt man ihm im Uhrzeigersinn, so gelangt der Besucher über den Stadtgraben in nördlicher Richtung zum 1914 errichteten Wasserwerk der Stadt. Zur gleichen Zeit errichtete die Stadt den rund 43 Meter hohen Wasserturm auf den Fuchsbergen. Hier befindet sich der erste von vier Aussichtspunkten, der Hohe Blick, der eine Panoramaansicht der Altstadt mit der ortsbildprägenden gotischen Hallenkirche St. Nikolai erlaubt. Vom Wasserturm führt der Weg in östlicher Richtung zum ehemaligen Bahnhof „Bergschlößchen“, von dem eine Kleinbahn bis 1965 nach Dahme/Mark führte. Weiter östlich gelangt der Wanderer zu einer Anhöhe „Am Holländer“, die nach einer in den 1880er Jahren errichteten und in den 1950er Jahren abgerissenen Holländerwindmühle benannt ist. An der Abwasseranlage der Stadt streift der Spitzbubenweg die Bundesstraße 101 und verläuft fortan in südlicher Richtung am Liefeldtweg entlang. Am zweiten Aussichtspunkt, dem Grünen Blick kreuzt der Weg die Nuthe, passiert mit dem Neumarkttor eines der drei erhaltenen mittelalterlichen Stadttore, um am Gut Waldau in westlicher Richtung abzuzweigen. Hier befindet sich der Historische Blick, der eine weitere Panoramaansicht der Altstadt ermöglicht. Folgt man dem Weg weiter in westlicher Richtung, so passiert der Wanderer den Sportplatz sowie den Friedhof der Stadt. Schließlich führt der Weg an den vierten und letzten Aussichtspunkt, den Blanken Blick. Er ist nach dem Blanken Teich benannt, an dem sich auch das Freibad der Stadt befindet. Über das Gewässer hinweg erscheint die Liebfrauenkirche aus dem Jahr 1161, die zweitälteste erhaltene Kirche des Landes Brandenburg. Westlich des Gewässers zweigt der Spitzbubenweg in nördlicher Richtung auf einen Weg, der nach Thietmar von Merseburg, dem Bischof von Merseburg benannt ist. Von dort gelangt führt der Pfad in den Schlosspark, in dem sich eine von Hans Klakow im Jahr 1974 geschaffene Plastik aus Bronze mit dem Titel „Spielende Kinder mit Schildkröte“  befindet. In westlicher Richtung führt der Spitzbubenweg zum Bahnhof und damit zum Ausgangspunkt des Weges zurück.